# طلسم شده (فیلم ۱۹۸۲)
طلسم شده (به انگلیسی: Jinxed) یک فیلم سینمایی آمریکایی در ژانر کمدی محصول سال ۱۹۸۲ با بازی بت میدلر، ریپ تورن و کن وال و کارگردانی دان سیگل است. این فیلمساز پیشکسوت در هنگام تولید این فیلم دچار سکته قلبی شد. این آخرین فیلم سیگل است.

## داستان
هارولد، یک قمارباز حرفه‌ای، و دوست دخترش بونیتا، خواننده سالن، در پیروی از ویلی، یک فروشنده جوان جک جک، در اطراف غرب ایالات متحده آمریکا هارولد یک زنبازی با ویلی دارد و نمی‌تواند با او شکست بخورد. بونیتا و ویلی با یکدیگر ملاقات می‌کنند و به جان هم می‌افتند و قصد دارند هارولد را از بین ببرند و بیمه زندگی او را دریافت کنند.

## بازیگران
- بت میدلر در نقش بونیتا فریمل
- کن وال در نقش ویلی بروداکس
- ریپ تورن در نقش هارولد بنسون
- وال آوری در نقش میلت هاوکینز
- جک ایلام در نقش اتو
- بنسون فونگ در نقش دکتر وینگ
- جاکلین اسکات در نقش زن شرط‌بندی
- ویلیام پارکر
- ایان ولف در نقش مورلی
- جورج دیکرسون به عنوان مدیر کازینو
- کاترین کیتس در نقش خانم نینا
- باری میچلین
- مورگان را
- جیم نولان به عنوان پدر
- کاتلین اومالی در نقش مادر
- وودرو پارفری به عنوان نماینده بیمه
- تام پلتز به عنوان مانیتور اول تاهو
- آرچی لنگ به عنوان مانیتور دوم تاهو
- جوآن فریمن در نقش مأمور زن
- دان سیگل به عنوان صاحب کتابفروشی بزرگسالان[۱][۴]

## بازخورد فیلم
این فیلم در ۲۲ اکتبر ۱۹۸۲ به سینماها اکران شد و در گیشه شکست خورد و به بمب گیشه تبدیل شد.